# Norman Victor Leaver
Norman Victor Leaver (18. leden 1876, Londýn, Anglie – 14. prosinec 1919, Londýn, Anglie) byl anglický fotbalový útočník, rozhodčí a jeden z prvních hráčů klubu Janov CFC.

## Kariéra
Stal se spolu s Bosiem nejlepším střelcem v prvním ročníku Italské ligy, který se konal v roce 1898. Za Janov hrál dva roky a vyhrál dva tituly (1898 a 1899). poté ukončil kariéru a stal se rozhodčím.
Dne 30. dubna 1899 odehrál přátelský zápas v italském výběru proti švýcarském výběru, který skončil 2:0 ve prospěch Švýcarů.

## Hráčské úspěchy

### Klubové
- 2× vítěz italské ligy (1898, 1899)

### Individuální
- 1x nejlepší střelec v lize (1898)